# 安地瓜
安地瓜（西班牙語：Antigua），全称舊瓜地馬拉（西班牙語：Antigua Guatemala），是位於中美洲國家瓜地馬拉的一個著名古城，於1543年建城，曾作為西班牙瓜地馬拉殖民地（包含今大部分中美洲地峽區域的首府，以存當時大量的巴洛克式建築而聞名，現為瓜地馬拉重要的觀光景點之一。1979年該城被聯合國教科文組織列入世界文化遺產。
於首都瓜地馬拉市以西大約40公里處，位於海拔1530公尺，四周山脈環繞，有多座火山，其中以水火山（Volcán de Agua）最為著名。
安城的人口在1770年代達到高峰的6萬人左右。其後在18世紀晚期開始減少，20世紀初期雖略有增長，但在2005年，僅有高峰期一半的30000人左右。

## 歷史
安地瓜原為西屬中美洲的首府，統治範圍遍及現今的瓜地馬拉、貝里斯、宏都拉斯、薩爾瓦多、尼加拉瓜、哥斯大黎加與墨西哥的Chiapas地區。1524年，西屬中美洲首次於原馬雅城市所在地Kakchikel建城，即今日的Iximche。1527年，由於城市擴展，首都搬至縣隸屬於Ciudad Vieja的別哈城。1541年由於水火山爆發，再次決定遷城，於1543年遷移至現今安地瓜的所在地。
1717年，芮氏規模7.4的瓜地馬拉地震襲擊安地瓜，造成約3,000戶房屋倒塌，許多建築物從此成為廢墟。此場地震使政府開始有遷都的想法。隨後於1773年，瓜地馬拉地震再次震撼安地瓜，因此政府決定於1776年正式遷都至較安全的「新瓜地馬拉」（La Nueva Guatemala），即瓜地馬拉市。而安地瓜也因為是「舊瓜地馬拉」（La Antigua Guatemala），因而得名。
2005年中華民國政府與瓜地馬拉簽訂〈安地瓜古蹟保護合作意願書〉，派國立成功大學學者專家助該地區古蹟維護修復之工作，7月底已完成屬於是項計劃之一的「聖方濟女修道院維護與再利用為文物館計畫」。

## 交通
安地瓜沒有機場，因此國外觀光客通常會由位於鄰近的瓜地馬拉市拉奧羅拉國際機場轉搭其他各類交通工具抵達。此外，亦有眾多客運來往瓜地馬拉市、弗洛雷斯、利文斯頓、宏都拉斯科潘、聖薩爾瓦多、尼加拉瓜等地。

### 公路
安地瓜最主要的對外聯絡道路為RN-10號公路，分成兩個單向道，聯繫安地瓜與聖盧卡斯薩卡特佩克斯，是自CA-1泛美公路前往安地瓜的主要通道。此外亦有數條道路可前往霍科特南戈、帕卡亞火山、太平洋海岸等地。

### 大眾運輸
安地瓜市區均為走路可達之地，若不想走路，中央廣場附近有馬車、嘟嘟車等接駁方式，可搭乘至指定地點。對外之大眾交通運輸以公車為主，有一主要公車站位於中央市場旁，每日均有密集班次來往瓜地馬拉市、霍科特南戈、聖盧卡斯薩卡特佩克斯，以及部分前往西部城市之班次。由於旅遊業興盛，亦有眾多快捷巴士（shuttle），聯絡安地瓜至瓜地馬拉拉奧羅拉國際機場與其他主要景點。

## 經濟
安地瓜主要產業為旅遊業，擁有中美洲數量最多的各類飯店、青年旅館與西班牙語言學校，以及各式餐廳、酒吧、咖啡廳、紀念品店、玉店、銀行等。安地瓜同時也是咖啡盛產地之一。

## 教育
安地瓜的聖卡洛斯大學創立於1687年6月。

## 旅遊景點

### 名勝與博物館
- 安地瓜中央廣場
- La Azotea文化中心
- Armas Antiguas博物館
- 巧克力與可可博物館 (ChocoMuseo)
- Hotel Casa Santo Domingo博物館
- 古籍博物館
- 玉博物館
- Traje Indígena博物館
- 瓜地馬拉聖卡洛斯大學博物館

### 教堂與遺跡

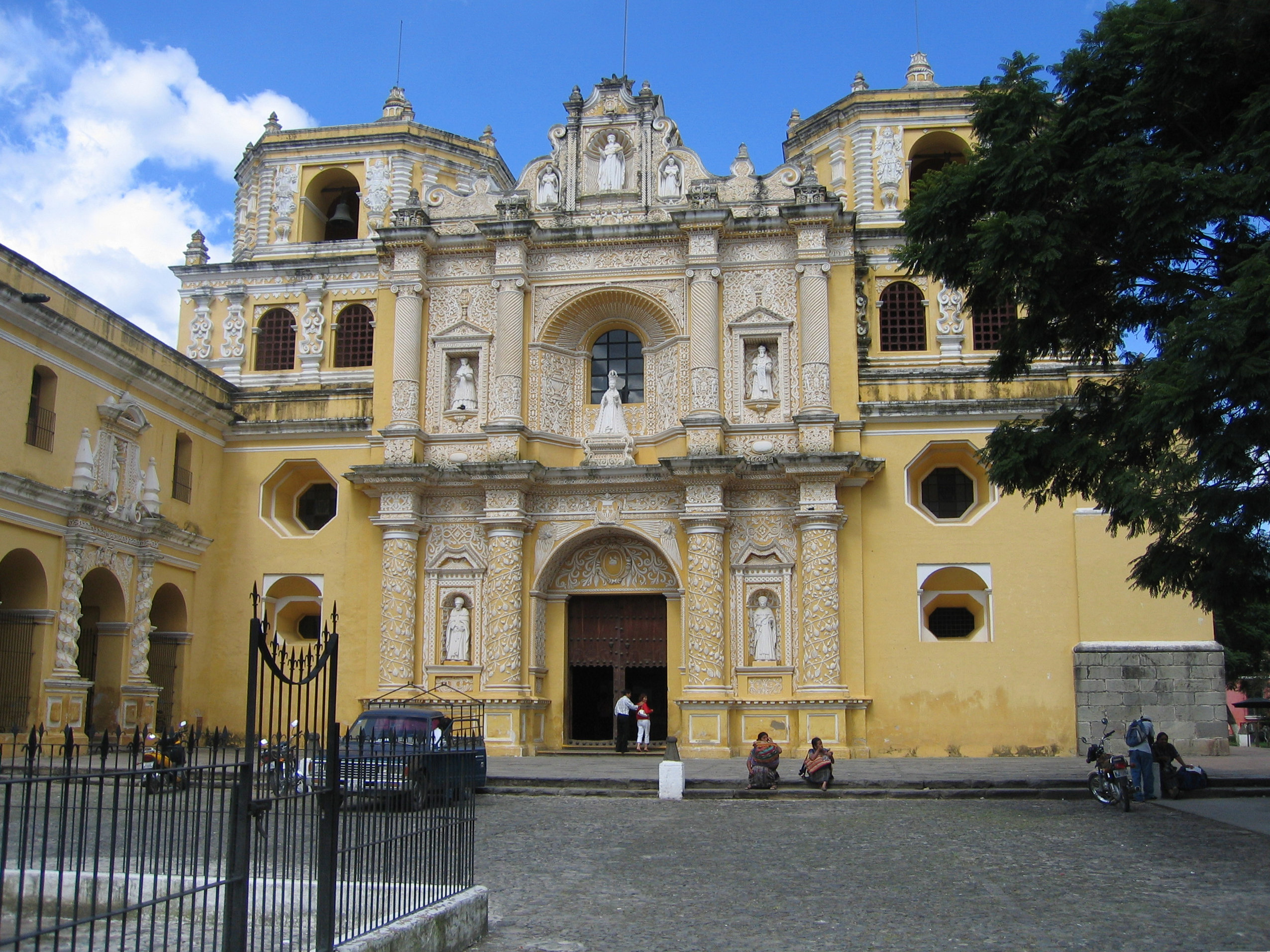
Iglesia y convento de La Merced.

## 注釋

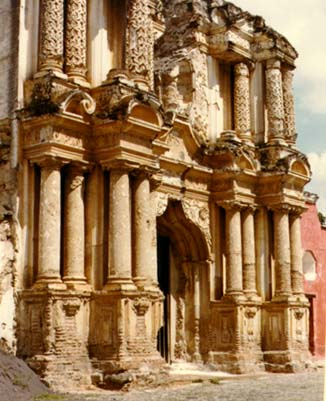
殖民時期的教堂

## 姊妹市

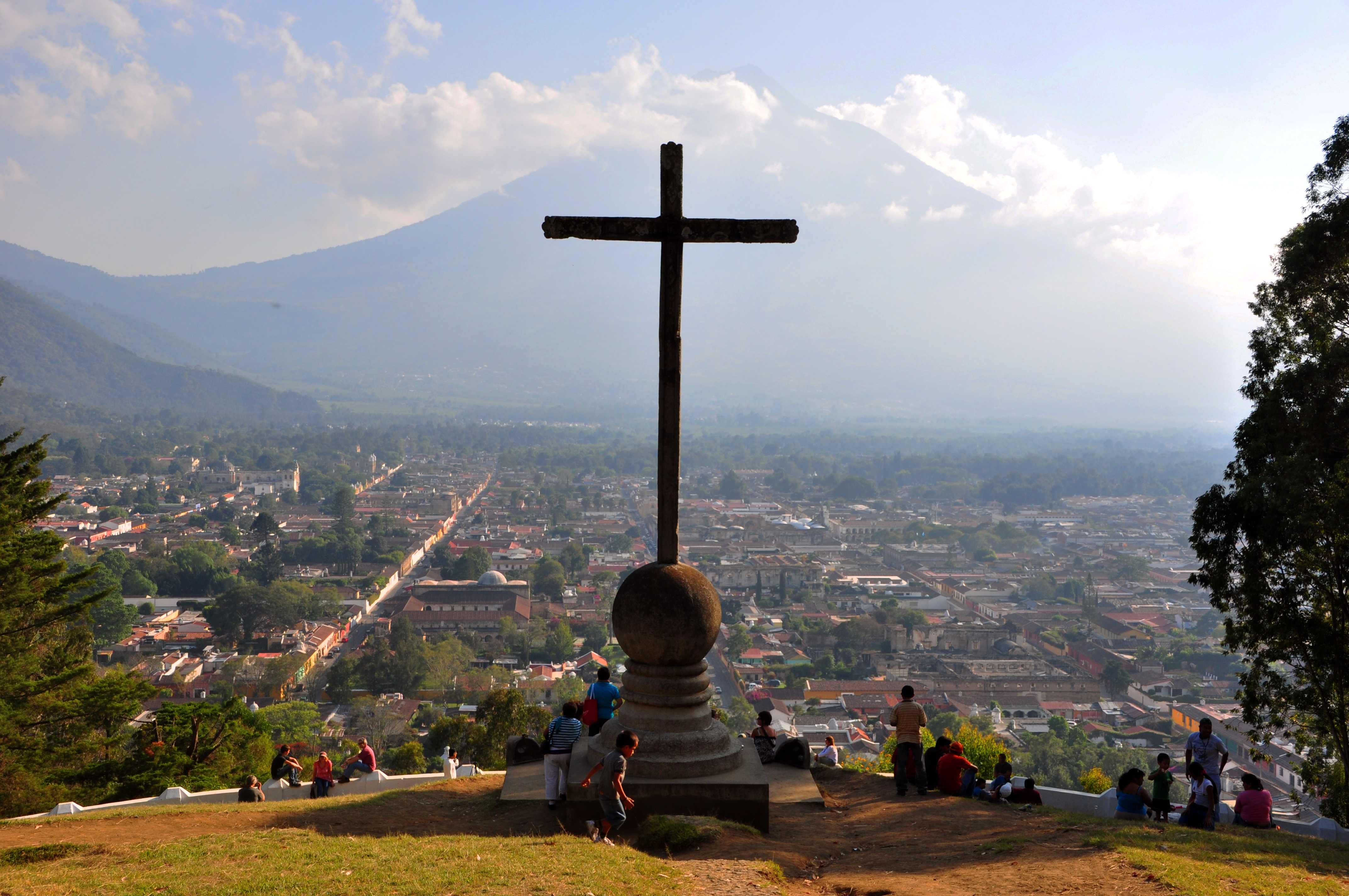
十字架山。

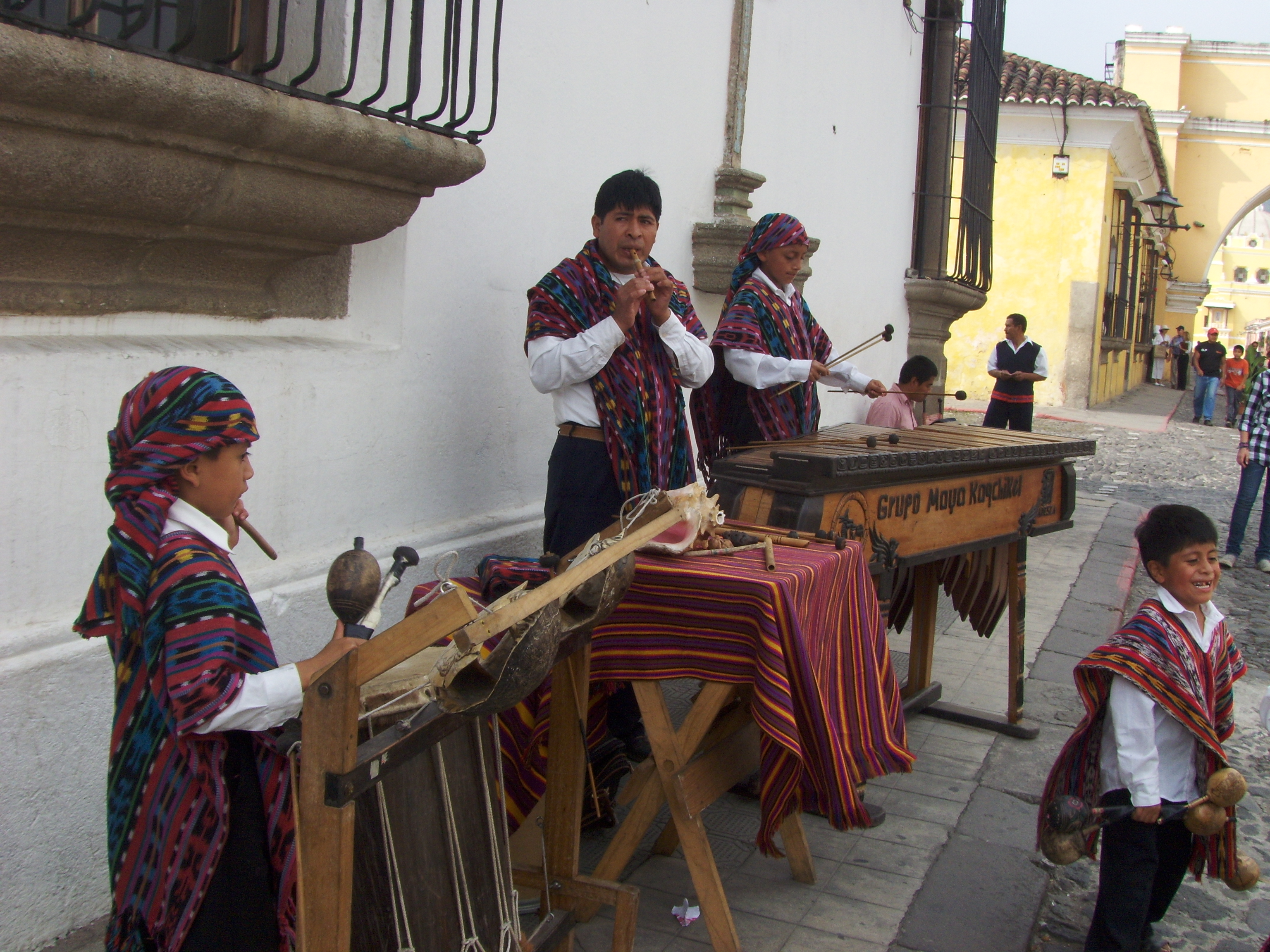
危地马拉安提瓜岛的馬林巴琴手。

- 尼加拉瓜 格拉納達
- 墨西哥 薩波潘
- 墨西哥 普埃布拉
- 墨西哥 特拉克帕克
- 智利 瓦爾帕萊索[3]
- 基多
- 西班牙 塞維亞
- 美国 格倫代爾
- 墨西哥 瓦哈卡市[4]
- 美国 科勒爾蓋布爾斯[5]
- 墨西哥 坎昆
- 墨西哥 烏魯阿潘
- 墨西哥 梅特佩克
- 墨西哥 塔斯科 [6]
- 墨西哥 圖斯特拉－古鐵雷斯[7]
- 尼加拉瓜 埃斯特利
- 墨西哥 薩卡特卡斯